# Plaiuri (okręg Kluż)
Plaiuri – wieś w Rumunii, w okręgu Kluż, w gminie Petreștii de Jos. W 2011 roku liczyła 141 mieszkańców.